# قرار مجلس الأمن التابع للأمم المتحدة رقم 391
قرار مجلس الأمن التابع للأمم المتحدة رقم 391، المعتمد في 15 يونيو 1976، وأشار إلى تقرير الأمين العام أنه بسبب الظروف الحالية، فإن وجود قوة الأمم المتحدة لحفظ السلام في قبرص سيظل ضروريًا للتسوية السلمية. وأشار التقرير كذلك إلى أن القوة، فضلاً عن الشرطة المدنية التابعة لها، كانت مقيدة في شمال الجزيرة، وأعرب عن مخاوفه بشأن الإجراءات التي يمكن أن تزيد التوتر.
وأكد المجلس من جديد قراراته السابقة، وأعرب عن قلقه إزاء الوضع، وحث الأطراف المعنية على العمل معاً من أجل السلام ومدد مرة أخرى ولاية القوة في قبرص حتى 15 ديسمبر 1976.
اعتمد القرار بأغلبية 13 صوتاً. لم تشارك بنين والصين في التصويت.